# Samsung Galaxy A10
Samsung Galaxy A10 – smartfon przedsiębiorstwa telekomunikacyjnego Samsung Electronics z serii Galaxy A. Telefon miał premierę 28 lutego 2019 na targach Mobile World Congress w Barcelonie.
Cena w Polsce wynosiła 699 zł.

## Wygląd zewnętrzny oraz wykonanie[3]
Ekran wykonany jest ze szkła. Obudowa jest wykonana z błyszczącego tworzywa sztucznego.
Na dole urządzenia znajduje się złącze microUSB, mikrofon, gniazdo audio 3,5 mm. Na górze jest drugi mikrofon i tacka na kartę SIM oraz kartę pamięci
Smartfon jest sprzedawany w 4 kolorach: czarnym, czerwonym, niebieskim i złotym.

## Specyfikacja techniczna[4]

### Wyświetlacz i kamera
Telefon ma wyświetlacz IPS TFT HD+ 6,2-cala. Samsung Galaxy A10 posiada aparat tylni o rozdzielczości 13 MP. Z przodu urządzenia umieszczony jest przedni aparat o rozdzielczości 5 MP. Tylna kamera może nagrywać wideo do 1080p przy 30 fps.

### Pamięć
Telefon jest wyposażony w 2 GB pamięci RAM (zależnie od wersji) oraz 32 GB pamięci wewnętrznej, którą można rozszerzyć za pomocą karty microSD o pojemności do 512 GB.

### Bateria
A10 posiada baterię litowo-polimerową z pojemnością 3400 mAh.

### Oprogramowanie
Galaxy A10 jest wyposażony w system Android 9 „Pie” i One UI 1.1 z możliwością aktualizacji do Androida 11 i One UI 3.1. Telefon ma również Samsung Knox, który zwiększa bezpieczeństwo systemu i urządzenia.

### Procesor
Samsung Exynos 7884 z zegarem procesora 1,6 GHz. Procesor posiada 8 rdzeni oraz układ graficzny Mali-G71 MP2

### Inne informacje
Można umieścić w nim dwie karty SIM, w ramach „dual SIM”.